# Bloodlines
Bloodlines — ограниченная серия комиксов, состоящая из 6 выпусков, которую в 2016 году издавала компания DC Comics.

## Синопсис
Упавший метеор принёс на Землю инопланетные организмы, и местным жителям придётся бороться за выживание.

## Выпуски
| № | Название           | Дата выхода     | Оценка на Comic Book Roundup    | Предполагаемый объём продаж (первый месяц) |
| - | ------------------ | --------------- | ------------------------------- | ------------------------------------------ |
| 1 | Hostile Takeover   | 6 апреля 2016   | 6,5 из 10 на основе 13 рецензий | 14 941, позиция в Северной Америке — 141   |
| 2 | Forsaken           | 4 мая 2016      | 6,4 из 10 на основе 6 рецензий  | 8 959, позиция в Северной Америке — 204    |
| 3 | The Terror Within  | 1 июня 2016     | 7 из 10 на основе 3 рецензий    | 7 371, позиция в Северной Америке — 247    |
| 4 | Homecoming         | 6 июля 2016     | 6,8 из 10 на основе 4 рецензий  | 6 282, позиция в Северной Америке — 255    |
| 5 | The Devil You Know | 3 августа 2016  | 6,5 из 10 на основе 2 рецензий  | 5 767, позиция в Северной Америке — 289    |
| 6 | Ground Zero        | 7 сентября 2016 | 7 из 10 на основе 3 рецензий    | 5 571, позиция в Северной Америке — 257    |

## Отзывы
На сайте Comic Book Roundup серия имеет оценку 6,7 из 10 на основе 31 рецензии. Ричард Грей из Newsarama дал первому выпуску 8 баллов из 10 и похвалил художников. Мэт Эльфринг из Comic Vine поставил дебюту 4 звезды из 5 и посчитал, что он «хорошо играет на чувстве ностальгии читателей». Джонатан Хельмке из ComicsVerse сравнил стиль художников, работавших над комиксом, со стилем Тони Даниэля.